# Märkisch Buchholz
Märkisch Buchholz település Németországban, azon belül Brandenburgban. Lakosainak száma 885 fő (2023. december 31.). Märkisch Buchholz Halbe és Groß Köris községekkel határos.

## Népesség
A település népességének változása:
| Lakosok száma | 848  | 804  | 834  | 841  | 863  | 885  |
|               | 2012 | 2017 | 2019 | 2021 | 2022 | 2023 |